# Коуп, Джейсон
Джейсон Коуп (англ. Jason Cope) (также известен как Бенуа Франк; фр. Benoit Franc) — южноафриканский актёр, наиболее известен по ролям Грея Брэднэма и Кристофера Джонсона в номинированном на премию «Оскар» научно-фантастическом фильме «Район № 9».

## Карьера
В 2003 году Джейсон сыграл различные роли во втором сезоне комедийном шоу канала «SABC 1» «The Pure Monate Show». В 2008 году он сыграл персонажа Говарда Уивера в мини-сериале канала «M-Net» «Ella Blue». Главного персонажа мини-сериала сыграла Натали Болтт, которая затем снялась с Коупом в фильме «Район № 9». С 2010 года он также играл «Полевого репортёра» на телевидении в шоу-новостях «Вечерние новости с Лойисо Гола».
В фильме 2009 года «Район № 9» Коуп сыграл различных персонажей, включая пришельца Кристофера Джонсона, созданного при помощи технологии CGI, используя представление Коупа на основе захвата движения. Этот процесс создаёт персонажа, смоделированном на представлении актёра или актрисы, разрешая камере показывать взаимодействие с другими членами актёрского состава. Он также сыграл Грея Брэднэма, одного из рассказчиков фильма, и снабжал фильм большинством голосов на заднем плане, включая оператора Трента. В удалённой сцене фильма Коуп также сыграл доктора в клинике, которую посетил протагонист фильма, который искал способ ампутировать свою руку в течение своего заражения ДНК пришельца. Сцена присутствует на DVD дисках в отделе «extras».
В 2010 году он также сыграл роль в южноафриканском фильме «Малек» вместе с актёром-ветераном Джоном Клизом.
В 2012 году Коуп получил второстепенную роль бандита Звирнера фильме «Судья Дредд». Также сыграл небольшие роли в фильмах «Долгий путь к свободе» и «Робот по имени Чаппи». В 2016 году снялся в сериале «Чёрные паруса». В 2017 году сыграл в короткометражке «Бог: Серенгети».

## Фильмография
| Год  |     | Русское название              | Оригинальное название         | Роль                                                     |
| ---- | --- | ----------------------------- | ----------------------------- | -------------------------------------------------------- |
| 2003 | с   |                               | The Pure Monate Show          | разные роли                                              |
| 2006 | кор | Выжить в Йобурге              | Alive in Joburg               | рабочий UN / пришелец                                    |
| 2006 | ф   |                               | Bunny Chow: Know Thyself      | Коуп                                                     |
| 2007 | ф   | Наводнение: Ярость стихии     | Flood                         | выживший молодой парень                                  |
| 2007 | ф   |                               | Big Fellas                    | Фабио / Уимпи                                            |
| 2008 | с   | Элла Блю                      | Ella Blue                     | Говард Уивер                                             |
| 2008 | ф   | Судный день                   | Doomsday                      | охранник                                                 |
| 2009 | ф   | Район № 9                     | District 9                    | Грей Брэднэм / главный корреспондент / Кристофер Джонсон |
| 2010 | ф   | Малек                         | Spud                          | Спэйрриб / мистер Уилсон                                 |
| 2011 | ф   | Спун                          | Spoon                         | Конуэй                                                   |
| 2011 | тф  | Русалки: Найдено тело         | Mermaids: The Body Found      | доктор Родни Вебстер                                     |
| 2012 | ф   | Судья Дредд                   | Dredd                         | Звирнер                                                  |
| 2013 | ф   | Малек 2: Безумие продолжается | Spud 2: The Madness Continues | Спэйрриб                                                 |
| 2013 | ф   | Долгий путь к свободе         | Mandela: Long Walk to Freedom | лейтенант Суэйнпул                                       |
| 2015 | ф   | Робот по имени Чаппи          | Chappie                       | главный механик Tetravaal                                |
| 2016 | с   | Чёрные паруса                 | Black Sails                   | капитан Чемберлен                                        |
| 2017 | кор | Бог: Серенгети                | God: Serengeti                | дворецкий Джеффри                                        |
| 2017 | кор | Адам: Зеркало                 | Adam: The Mirror              | Адам                                                     |
| 2018 | кор | Бог: Город                    | God: City                     | дворецкий Джеффри                                        |
| 2020 | с   | Королева Соно                 | Queen Sono                    | фон Бассевиц                                             |